# 스티븐 모이어
스티븐 모이어(Stephen Moyer, 1969년 10월 11일 ~ )는 잉글랜드의 배우이다.

## 출연 작품
- 브리티시 잡